# South Cowton Castle
South Cowton Castle er en befæstet herregård fra 1400-tallet, der ligger i Richmondshire-området i North Yorkshire, England. Den ligger på jord, der i middelalderen var landsbyen South Cowton.
Den blev opført af Sir Richard Conyers i 1470 og det er den ældste bevarede bygning i Cowtons. Den blev bygget under rosekrigene, hvilket er årsagen til at den er befæstet.
Det er en listed building af første grad.